# 加拉茨
加拉茨（羅馬尼亞語：Galaţi）位于罗马尼亚东部多瑙河畔，是加拉茨县的首府，面积为246.4平方公里，根据2011年普查数据，该市人口数为249,432人，排名全国第八位。

## 友好城市
- 英国 考文垂
- 希腊 比雷埃夫斯
- 中华人民共和国 武汉
- 法國 佩萨克
- 利蒙
- 美国 哈蒙德（英语：Hammond, Indiana）
- 美国 斯科茨布拉夫（英语：Scottsbluff, Nebraska）
- 乌克兰 尼古拉耶夫
- 乌克兰 敖德薩
- 乌克兰 塞瓦斯托波爾
- 乌克兰 雅尔塔
- 義大利 安科納
- 義大利 耶西
- 印度 孟買